# عثمان بایدمیر
عثمان بایدمیر سیاستمدار، حقوقدان و فعال حقوق بشر کرد ترکیه است. وی از سال ۲۰۰۴ تا ۲۰۱۴ شهردار شهر محل اقامتش دیاربکر بود. وی تا سال ۲۰۱۴ عضو حزب صلح و دموکراسی(BDP) بود و از سال ۲۰۱۴ به بعد عضو حزب دموکراتیک خلق‌ها شد.

## زندگی شخصی و سیاسی
عثمان بایدمیر متولد ۱۹۷۱ فارغ‌التحصیل دانشکده حقوق در دانشگاه دیلیک در دیاربکر است. در سال ۱۹۹۵ وی به عنوان رئیس شعبه مستقل حقوق بشر در دیاربکر منصوب شد. در فوریه ۱۹۹۹، وی به اولین وکلا تبدیل شد که داوطلب دفاع از عبدالله اوجالان شد.در سال۲۰۰۱ او به عنوان بنیانگذار بنیاد حقوق بشر ترکیه (TİHV Türkiye İnsan Hakları Vakfı) درآمد. در انتخابات عمومی ۲۰۰۲، وی نامزد حزب دموکراتیک خلق (DEHAP) بود، اما این حزب نتوانست به آستانه انتخابات ۱۰٪ برسد. در سال ۲۰۰۳، بایدمیر برای بهبود زبان انگلیسی خود ۶ ماه در ایالات متحده گذراند. در سال ۲۰۰۴ او به عنوان شهردار دیاربکر انتخاب شد. او همچنین در مورد دشواری زندگی کردها در کشور ترکیه در پارلمان اروپا سخنرانی کرد. در ماه مه ۲۰۰۵ با ریحان یالچاندا نایب رئیس انجمن حقوق بشر در ترکیه ازدواج کرد. در ۲۳ آوریل ۲۰۰۶ فرزندشان میرزانیار به دنیا آمد.
عثمان بایدمیر به عنوان یک فعال حقوق بشر و به عنوان یک سیاستمدار در سطوح مختلف مورد آزار و اذیت قرار گرفته‌است. براساس گزارش عفو بین‌الملل در تاریخ ۱۲ فوریه ۲۰۰۴ در دادگاهای ترکیه ۲۰۰ پرونده علیه وی به دلیل فعالیت‌های حقوق بشری وی وجود داشته‌است. روزنامه daily Radikal در ۱۱ ژوئیه ۲۰۰۶ گزارش داد که در طول دو سال گذشته در مجموع ۱۲۹ تحقیقات علیه وی انجام شده‌است. عثمان بایدمیر تهدیدات بیشماری را دریافت کرده‌است. در ژوئن سال ۲۰۰۱ عفو بین‌الملل اقدام فوری از طرف وی انجام داد. پس از ترور روزنامه‌نگار ارمنی هورانت دینک در ژانویه سال ۲۰۰۷ عثمان بایدمیر در بین چندین نفر بود که در لیست تهدید به مرگ قرار گرفته بود. پرونده‌های اخیر دادگاه ترکیه علیه عثمان بایدمیر شامل:
- عثمان بایدمیر و ۵۵ شهردار دیگر حزب BDP محکوم شدند زیرا در دسامبر ۲۰۰۵ دادخواستی را به نخست‌وزیر دانمارک آندرس فوگ راسموسن امضا کردند و از او خواستند که ایستگاه تلویزیونی روژ تی وی را تعطیل نکند. آنهابابت این کار به حمایت از حزب کارگران کردستان متهم شدند. جلسه دادگاه در سپتامبر ۲۰۰۶ آغاز شد. در آوریل ۲۰۰۷، دادستان برای ۵۲ شهردار حکم ۱۵ سال زندان صادر کرد.
- وی هنگامی که تبریک سال نو را به زبان کردی ارسال می‌کرد که شامل حرف W بودبه دلیل نقض قانون ترکیه ممنوعیت استفاده از حروف نه به الفبای ترکی تحت پیگرد قانونی قرار گرفت. در ۱۹ آوریل ۲۰۰۷ دادگاه شماره ۲ دیاربکر اتهامات را رد کرد زیرا وزارت دادگستری اجازه نداد که چنین پرونده‌ای رابه جریان بیفتد
- در اکتبر سال ۲۰۱۷ پس از اینکه سه افسر پلیس را فاشیست خواند بایدمیر به یک سال و ۵ ماه و ۱۵ روز حبس به جرم توهین به کارمند دولت محکوم شد.[۴]
- در ۱۰ دسامبر سال ۲۰۱۸ خبرگزاری احوال گزارش داد که وی به جرم نقض قانون اجرای احکام و جلسات به ۱۸ ماه زندان محکوم شده‌است